# Richard Watson Dixon
Richard Watson Dixon, född 5 maj 1833, död 23 januari 1900, var en brittisk kyrkohistoriker och poet.
Dixons viktigaste arbete är History of the church of England (4 band, 1877-91). 1856 utgav han tillsammans med William Morris och Edward Burne-Jones The Oxford and Cambridge magazine, som fungerade som organ för de prerafaelitiska konstnärerna. Dixon har även utgett flera diktsamlingar.